# Дворец культуры профсоюзов (Волгоград)
Дворец культуры профсоюзов (Дворец труда, Дом Союзов) — культурное учреждение в городе Волгограде. Расположен на проспекте Ленина. Здание является объектом культурного наследия регионального значения. В этом здании, а также в примыкающем к нему высотном здании на Советской улице располагается Волгоградский областной совет профсоюзов.
Здание построено в 1957 году по проекту архитектора В. Е. Масляева. Оно включает в себя полукруглый объём, выходящий на проспект Ленина, и прямоугольный объём с внутренним двором. Все фасады здания украшены колоннадами и различными декоративными элементами. Благодаря этому Дворец является одним из образцов поздней сталинской архитектуры в городе.
Над центральным входом на фронтоне помещён сталинский лозунг «Труд в СССР есть дело чести, славы, доблести и геройства». Поскольку между утверждением сметы строительства здания в 1951 году и его сдачей в эксплуатацию состоялся XX съезд КПСС, на котором был осуждён культ личности Сталина, под цитатой не помещена подпись, а над ней изображён профиль Ленина. По бокам от лозунга находятся два идентичных (не зеркальных) горельефа, каждый из которых включает в себя по двадцать одной фигуре объединённых в шесть групп представителей различных профессий .
Из-за своей полукруглой формы и соседства с высотным зданием гостиницы «Облсовпроф», расположенной позади, здание ДК Профсоюзов в народе получило название «унитаз».